# Propiac
Propiac est une commune française située dans le département de la Drôme en région Auvergne-Rhône-Alpes.

## Géographie

### Localisation
Rattachée à la communauté de communes des Baronnies en Drôme Provençale, Propiac est situé à 8 km à l'ouest de Buis-les-Baronnies (chef-lieu du canton), à 22 km au sud de Nyons et à 14 km à l'est de Vaison-la-Romaine.

### Relief et géologie
Le village est implanté en fond de vallée.

Le point culminant de la commune est la « Roche Colombe », à 681 mètres.
Sites particuliers :
- Col de Perjonchiers[2]
- Combe de la Bouse'
- Combe de Moure
- Grandes Côtes
- l'Auzière (581 m)
- Pié Fournet
- Pié Mian (519 m)
- Roche Colombe (681 m)
- Serre Brégide
- Serre de la Dame
- Serre des Aubagniers
- Serre Grand
- Vallon du Rieu de Laval[2]

### Hydrographie
La commune est arrosée par les cours d'eau suivants :
- l'Eyguemarse[3]
- Ravin de l'Abocaires
- Ravin de la Pêche
- Ravin de l'Auzière
- Ravin de l'Avocat
- Ravin de Pied  Cheval
- Ravin de Pied Fournet
- Ravin des Bois
- Ravin des Combes
- Ravin des Escartats
- Ravin des Valasses sous Aires
- Ruisseau de Beauvoisin
- Ruisseau de Laval
- Ruisseau des Granges
- Ruisseau de Terre de l'Ase

### Climat
Pour des articles plus généraux, voir Climat d'Auvergne-Rhône-Alpes et Climat de la Drôme.
En 2010, le climat de la commune est de type climat méditerranéen franc, selon une étude du Centre national de la recherche scientifique s'appuyant sur une série de données couvrant la période 1971-2000. En 2020, Météo-France publie une typologie des climats de la France métropolitaine dans laquelle la commune est exposée à un climat de montagne ou de marges de montagne et est dans une zone de transition entre les régions climatiques « Provence, Languedoc-Roussillon » et « Alpes du sud ». 
Pour la période 1971-2000, la température annuelle moyenne est de 13 °C, avec une amplitude thermique annuelle de 17,1 °C. Le cumul annuel moyen de précipitations est de 824 mm, avec 6,5 jours de précipitations en janvier et 3,6 jours en juillet. Pour la période 1991-2020, la température moyenne annuelle observée sur la station météorologique de Météo-France la plus proche, « Buis-Baronnies », sur la commune de Buis-les-Baronnies à 6 km à vol d'oiseau, est de 14,1 °C et le cumul annuel moyen de précipitations est de 792,8 mm,. Pour l'avenir, les paramètres climatiques de la commune estimés pour 2050 selon différents scénarios d'émission de gaz à effet de serre sont consultables sur un site dédié publié par Météo-France en novembre 2022.

### Voies de communication et transports
La commune est accessible par la route départementale RD347, depuis Mollans-sur-Ouvèze au sud, ou Bénivay-Ollon, au nord, ainsi que par la RD 147 depuis Mérindol-les-Oliviers à l'ouest, ou Buis-les-Baronnies, à l'est.

## Urbanisme

### Typologie
Au 1er janvier 2024, Propiac est catégorisée commune rurale à habitat dispersé, selon la nouvelle grille communale de densité à 7 niveaux définie par l'Insee en 2022.
Elle est située hors unité urbaine et hors attraction des villes,.

### Occupation des sols
L'occupation des sols de la commune, telle qu'elle ressort de la base de données européenne d’occupation biophysique des sols Corine Land Cover (CLC), est marquée par l'importance des forêts et milieux semi-naturels (84,5 % en 2018), en diminution par rapport à 1990 (85,6 %). La répartition détaillée en 2018 est la suivante : forêts (74,4 %), zones agricoles hétérogènes (14,9 %), milieux à végétation arbustive et/ou herbacée (10,2 %), cultures permanentes (0,6 %). L'évolution de l’occupation des sols de la commune et de ses infrastructures peut être observée sur les différentes représentations cartographiques du territoire : la carte de Cassini (XVIIIe siècle), la carte d'état-major (1820-1866) et les cartes ou photos aériennes de l'IGN pour la période actuelle (1950 à aujourd'hui).

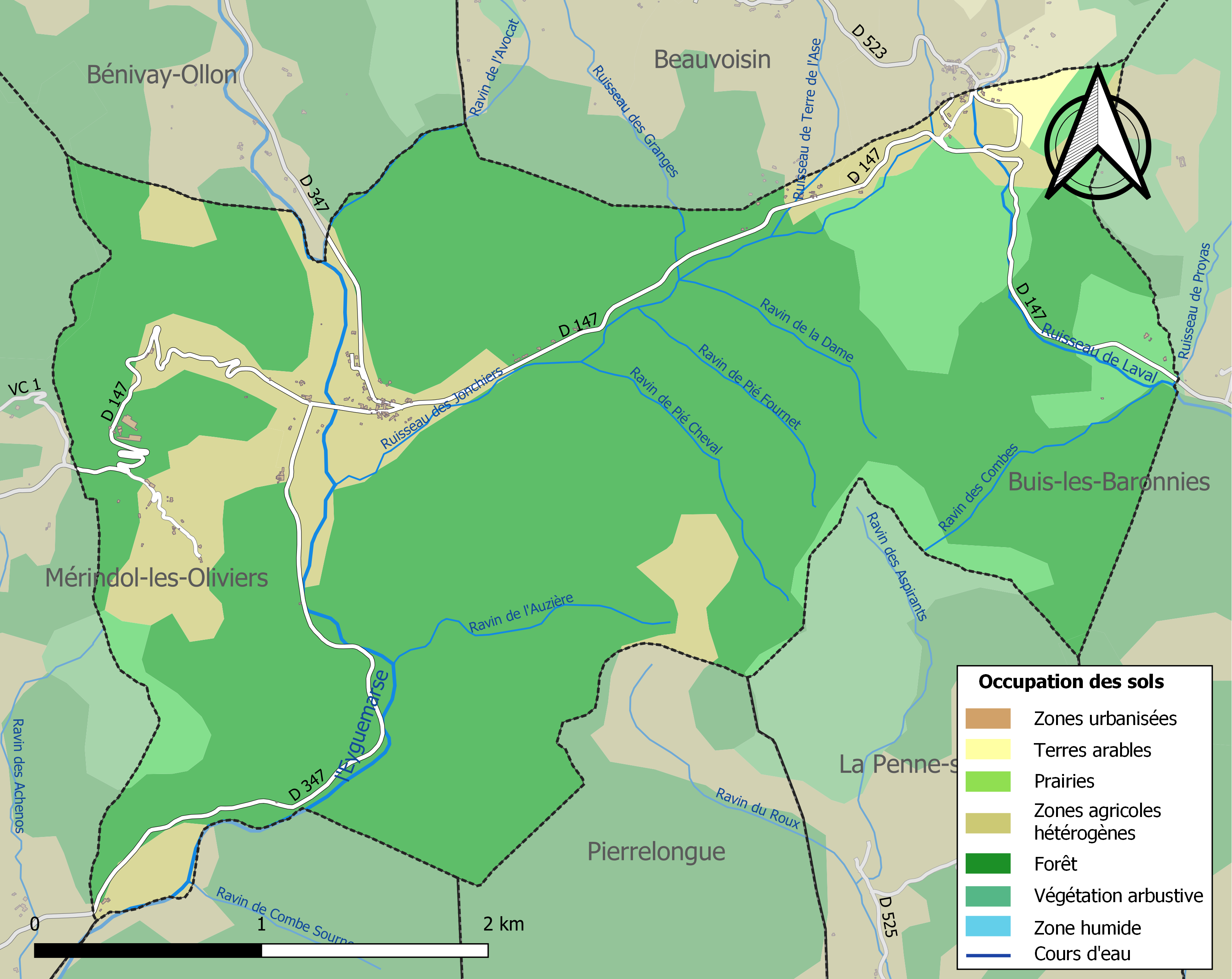
Carte des infrastructures et de l'occupation des sols de la commune en 2018 (CLC).

### Morphologie urbaine

#### Quartiers, hameaux et lieux-dits
Site Géoportail (carte IGN) :
- Champ Florin
- Devant Propriac
- Ferme de Pré Chauvin
- Ferme du Creux de Rigaud
- Ferme du Salin
- Forêt Domaniale des Baronnies
- la Chabanne
- la Gardette
- l'Auzière
- le Bas Day
- le Gour
- le Moulin Gauthier
- les Blaches
- les Blayos
- les Hermasses
- les Pignes
- Mangelièvre
- Materon
- Saint-Laurent
- Saint-Marc
- Saint-Marc

## Toponymie
Dictionnaire topographique du département de la Drôme :
- 1182 : de Propiaco (cartulaire des Templiers, 135).
- 1282 : castrum Propriaci (inventaire des dauphins, 223).
- 1293 : castrum de Propriac (inventaire des dauphins, 221).
- 1300 : Prupriacum (inventaire des dauphins, 245).
- 1317 : castrum de Prupriaco (Valbonnais, II, 165).
- 1579 : Perpiac (archives de la Drôme, E 2722).
- 1891 : Propriac, commune du canton de Buis-les-Baronnies.

## Histoire

### Antiquité: les Gallo-romains
- Station antique[2].
- Tombes et inscriptions gallo-romaines[2].
- Station thermale, connue depuis l'Antiquité[réf. nécessaire].

### Du Moyen Âge à la Révolution
La seigneurie :
- Au point de vue féodal, Propriac était une terre (ou seigneurie) de la baronnie de Montauban.
- 1349 : certains droits, appartenant aux Baux d'Avellino, sont cédés aux dauphins.
- 1272 : possession des Soffrey.
- 1330 : la terre passe aux Plaisians.
- 1446 : elle passe aux Louvet.
- 1454 : vendue aux Vigier.
- 1458 : vendue aux Nicat (encore seigneurs en 1512).
- La moitié de la terre est vendue aux Thollon.
- L'autre moitié passe aux Colomb (héritiers des Nicat).
- 1541 : la part des Thollon est vendue aux Rainoard.
- 1547 : la part des Colomb est vendue à la communauté de Mérindol.
- 1598 : la part de la communauté de Mérindol est acquise par les Rainoard. La terre est réunifiée.
- La terre passe (par mariage) aux Vincens.
- 1677 : vendue aux Cheylus.
- Fin XVIIIe siècle : passe aux Girard, derniers seigneurs.

Avant 1790, Propiac était une communauté de l'élection de Montélimar et de la subdélégation et du bailliage du Buis.

Elle formait une paroisse du diocèse de Vaison dont l'église était sous le vocable de Saint-Marcel et les dîmes appartenaient au curé.

### De la Révolution à nos jours
En 1790, la commune est comprise dans le canton de Mollans. La réorganisation de l'an VIII (1799-1800) la place dans le canton de Buis-les-Baronnies.

## Politique et administration

### Liste des maires
| Période                                                                      | Période                   | Identité                          | Étiquette | Qualité                     |
| ---------------------------------------------------------------------------- | ------------------------- | --------------------------------- | --------- | --------------------------- |
| Les données manquantes sont à compléter. : de la Révolution au Second Empire |                           |                                   |           |                             |
| 1790                                                                         | 1871                      | ?                                 |           |                             |
| Les données manquantes sont à compléter. : depuis la fin du Second Empire    |                           |                                   |           |                             |
| 1871                                                                         | 1874                      | ?                                 |           |                             |
| 1874                                                                         | 1878                      | ?                                 |           |                             |
| 1878                                                                         | 1884                      | ?                                 |           |                             |
| 1884                                                                         | 1888                      | ?                                 |           |                             |
| 1888                                                                         | 1892                      | ?                                 |           |                             |
| 1892                                                                         | 1896                      | ?                                 |           |                             |
| 1896                                                                         | 1900                      | ?                                 |           |                             |
| 1900                                                                         | 1904                      | ?                                 |           |                             |
| 1904                                                                         | 1908                      | ?                                 |           |                             |
| 1908                                                                         | 1912                      | ?                                 |           |                             |
| 1912                                                                         | 1919                      | ?                                 |           |                             |
| 1919                                                                         | 1925                      | ?                                 |           |                             |
| 1925                                                                         | 1929                      | ?                                 |           |                             |
| 1929                                                                         | 1935                      | ?                                 |           |                             |
| 1935                                                                         | 1945                      | ?                                 |           |                             |
| 1945                                                                         | 1947                      | ?                                 |           |                             |
| 1947                                                                         | 1953                      | ?                                 |           |                             |
| 1953                                                                         | 1959                      | ?                                 |           |                             |
| 1959                                                                         | 1965                      | ?                                 |           |                             |
| 1965                                                                         | 1971                      | ?                                 |           |                             |
| 1971                                                                         | 1977                      | ?                                 |           |                             |
| 1977                                                                         | 1983                      | ?                                 |           |                             |
| 1983                                                                         | 1989                      | ?                                 |           |                             |
| 1989                                                                         | 1995                      | ?                                 |           |                             |
| 1995                                                                         | 2001                      | ?                                 |           |                             |
| 2001                                                                         | 2008                      | André Brusset                     |           |                             |
| 2008                                                                         | 2014                      | Nadine Benamor-Bred               | DVG       | retraitée de l'enseignement |
| 2014                                                                         | 2020                      | Nadine Benamor-Bred               |           | maire sortante              |
| 2020                                                                         | En cours (au 10 mai 2021) | Alan Pustoch[source insuffisante] |           |                             |

## Population et société

### Démographie
L'évolution du nombre d'habitants est connue à travers les recensements de la population effectués dans la commune depuis 1793. Pour les communes de moins de 10 000 habitants, une enquête de recensement portant sur toute la population est réalisée tous les cinq ans, les populations de référence des années intermédiaires étant quant à elles estimées par interpolation ou extrapolation. Pour la commune, le premier recensement exhaustif entrant dans le cadre du nouveau dispositif a été réalisé en 2006.

En 2022, la commune comptait 131 habitants, en évolution de +5,65 % par rapport à 2016 (Drôme : +2,64 %, France hors Mayotte : +2,11 %).
| 1793 | 1800 | 1806 | 1821 | 1831 | 1836 | 1841 | 1846 | 1851 |
| ---- | ---- | ---- | ---- | ---- | ---- | ---- | ---- | ---- |
| 111  | 96   | 92   | 111  | 98   | 110  | 102  | 90   | 110  |

| 1856 | 1861 | 1866 | 1872 | 1876 | 1881 | 1886 | 1891 | 1896 |
| ---- | ---- | ---- | ---- | ---- | ---- | ---- | ---- | ---- |
| 111  | 108  | 112  | 115  | 103  | 104  | 105  | 102  | 93   |

| 1901 | 1906 | 1911 | 1921 | 1926 | 1931 | 1936 | 1946 | 1954 |
| ---- | ---- | ---- | ---- | ---- | ---- | ---- | ---- | ---- |
| 95   | 82   | 87   | 79   | 71   | 72   | 80   | 61   | 51   |

| 1962 | 1968 | 1975 | 1982 | 1990 | 1999 | 2006 | 2011 | 2016 |
| ---- | ---- | ---- | ---- | ---- | ---- | ---- | ---- | ---- |
| 44   | 38   | 49   | 47   | 60   | 78   | 105  | 106  | 124  |

| 2021 | 2022 | - | - | - | - | - | - | - |
| ---- | ---- | - | - | - | - | - | - | - |
| 134  | 131  | - | - | - | - | - | - | - |

### Enseignement
La commune de Propiac dépend de l'académie de Grenoble, mais ne dispose pas actuellement d'école.

### Loisirs
- Randonnée[2].

### Médias
Le territoire de la commune se situe dans l'aire de diffusion de plusieurs médias :
- Presse écrite
  - Le Dauphiné libéré, quotidien régional qui consacre, chaque jour, y compris le dimanche, un ou plusieurs articles à l'actualité du canton et de la commune, ainsi que des informations sur les éventuelles manifestations locales, les travaux routiers, et autres événements divers à caractère local.
  - L'Agriculture Drômoise, journal d'informations agricoles et rurales, couvre l'ensemble du département de la Drôme.
  - Drôme Hebdo (ancien Peuple Libre), hebdomadaire chrétien d'informations.
- Presse audio-visuelle
  - Ici Drôme Ardèche est une radio publique diffusée sur son territoire.

## Économie

### Agriculture
En 1992 : tilleul, lavande (essence), vignes, arbres fruitiers, oliviers (huile d'olive), ovins.
Produits d'appellations :
- Agneau de Sisteron,
- Ail de la Drôme,
- Miel de Provence,
- Olive noire de Nyons et Huile d'olive de Nyons,
- Petit épeautre de Haute-Provence et la farine produite avec cette céréale,
- Picodon (fromage),
- Pintadeau de la Drôme,
- ainsi que les vins Comtés-rhodaniens et Coteaux-des-baronnies

### Industrie
- Station thermale : deux sources d'eau chlorurées[2]. Elle dispose encore d'une société d'embouteillage d'eau plate et d'eau gazeuse, commercialisée notamment sous le nom « La Française »[22],[23].
- Carrières de gypse[2].

## Culture locale et patrimoine

### Lieux et monuments

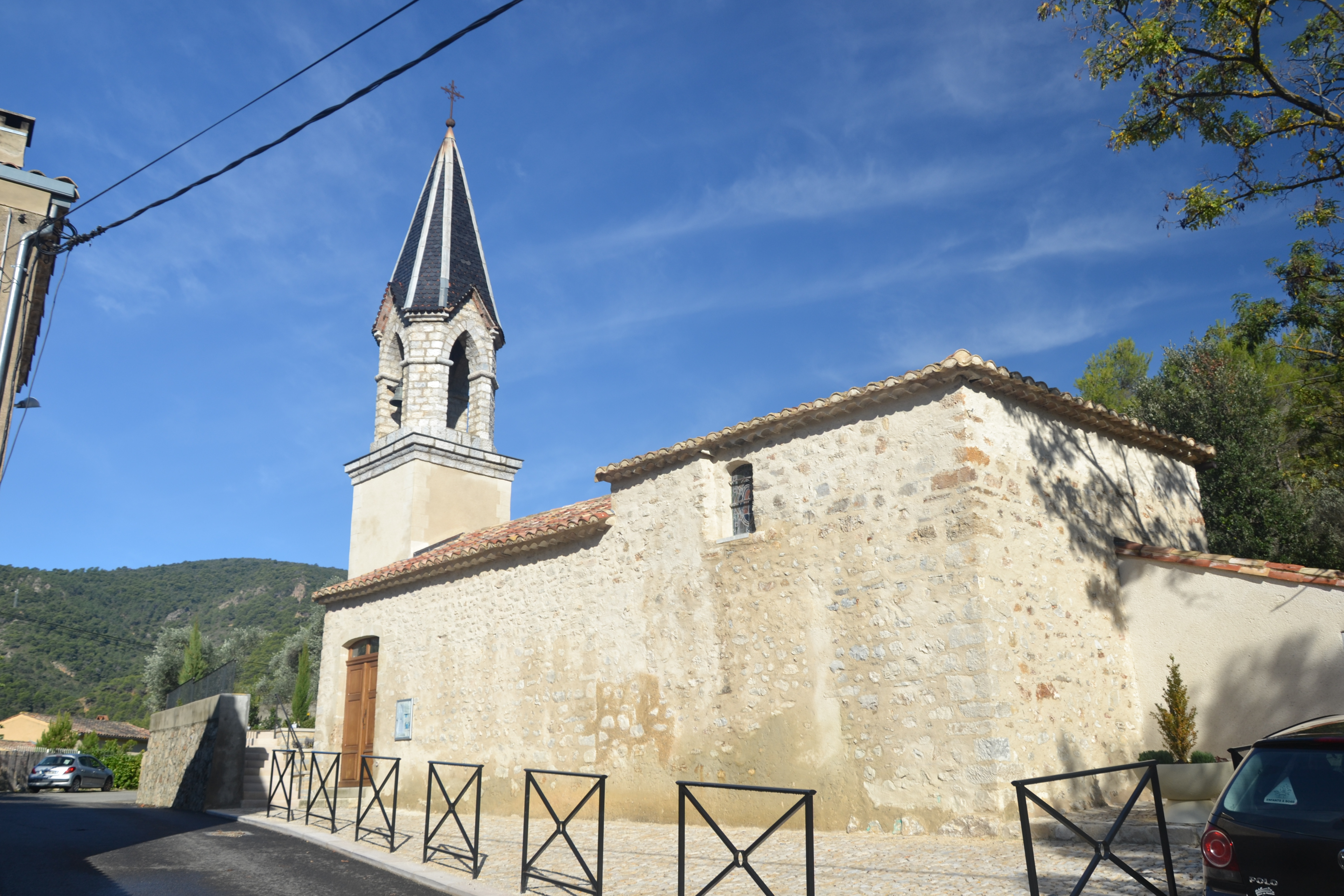
Église de Propiac.

- Tumulus rappelant l'ancien château[2].
- Petite chapelle rurale[2].
- Église Saint-Marcel de Propiac.
- Hameau des Clot

### Héraldique, logotype et devise
|  | Propiac possède des armoiries dont l'origine et le blasonnement exact ne sont pas disponibles. |